# Parnassius imperator
Parnassius imperator — дневная бабочка семейства Парусники (Papilionidae).

## Описание
Нижние крылья закруглены. Тело значительно опушено. Усики с чёрной булавой. Глаза гладкие, крупные, снабженные маленькими бугорками, на которых сидят короткие щетинки. Характерным признаком является наличие на каждом нижнем крыле пары округлых синеватых пятен с чёрной каймой.

## Ареал
Тибет, Китай.

## Биология
Развивается в одном поколении. Бабочки летают медленно, часто планируют, присаживаясь на различные цветущие растения. Бабочки более активны в полдень. Самки нередко сидят в траве. Кормовым растением гусениц являются разные виды очитков (Sedum).

## Подвиды
Выделяется несколько подвидов:
- Parnassius imperator augustus
- Parnassius imperator irmae
- Parnassius imperator interjungens
- Parnassius imperator karmapus
- Parnassius imperator regulus
- Parnassius imperator regina
- Parnassius imperator gigas
- Parnassius imperator musagetus
- Parnassius imperator rex
- Parnassius imperator takashi